# 日向和田駅
日向和田駅（ひなたわだえき）は、東京都青梅市日向和田三丁目にある、東日本旅客鉄道（JR東日本）青梅線の駅である。駅番号はJC 64。

## 歴史
- 1895年（明治28年）12月28日：青梅鉄道（後の青梅電気鉄道）青梅 - 当駅間開通と同時に貨物駅として開業[2]。開業時は現在の宮ノ平駅付近の和田乃神社に隣接した位置であった。
- 1898年（明治31年）3月10日：旅客営業を開始[2]。
- 1914年（大正3年）4月1日：現在地に移転[3]。
- 1920年（大正9年）1月1日：当駅 - 二俣尾間が開通[2]。
- 1944年（昭和19年）4月1日：青梅電気鉄道が戦時買収私鉄指定により国有化[2]。運輸通信省青梅線となる[2]。これに伴い、以前の日向和田駅の敷地は青梅電気鉄道との契約に基づき日向和田に返却され町内の共有地となった。和田乃神社の境内に経緯を示した石碑がある。
- 1957年（昭和32年）6月1日：貨物の取り扱いを廃止[4]。
- 1971年（昭和46年）2月1日：荷物扱い廃止[4]。
- 1972年（昭和47年）8月1日：終日無人化[5]。
- 1987年（昭和62年）4月1日：国鉄分割民営化に伴い、東日本旅客鉄道（JR東日本）の駅となる[2]。
- 2002年（平成14年）2月8日：ICカード「Suica」の利用が可能となる[6][7]。
- 2003年（平成15年）4月1日：簡易委託駅に昇格。
- 2008年（平成20年）11月1日：発車メロディの使用を開始。
- 2009年（平成21年）9月：新駅舎設置工事に伴い、ログハウス風駅舎の供用停止。
- 2010年（平成22年）
  - 1月26日：新駅舎供用開始[8]。
  - 3月：青梅街道と駅舎をつなぐ階段を設置。
- 2016年（平成28年）4月1日：再度終日無人化[9]。

## 駅構造
単式ホーム1面1線を持つ地上駅である。ホームの有効長は6両編成分ある。
かつては木造平屋建ての駅舎を使用していたが、後にログハウス風の駅舎が別に新しく建てられた。2009年9月から新駅舎の建設工事開始に伴い駅舎の供用が停止され、2010年1月26日に現在の駅舎が完成し、男女別のトイレが改札外に、待合室が改札内にそれぞれ新設された。
なお、旧・旧駅舎は旧駅舎完成後も取り壊されず、多客期の臨時改札口として使用されていた。現駅舎建設中には仮駅舎として使用され、その完成後に取り壊された。
青梅駅管理の無人駅であるが、観梅シーズンには管理駅などから多数の社員が臨時に派遣される。
駅舎には自動券売機が設置されており、Suicaおよびそれと相互利用できるICカードに対応している。また、簡易Suica改札機が設置されている。

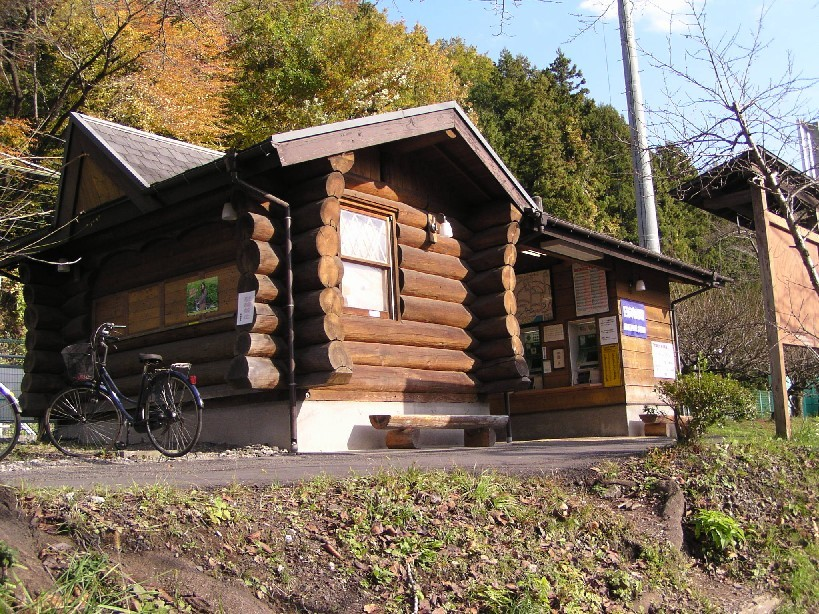
旧駅舎（2005年）
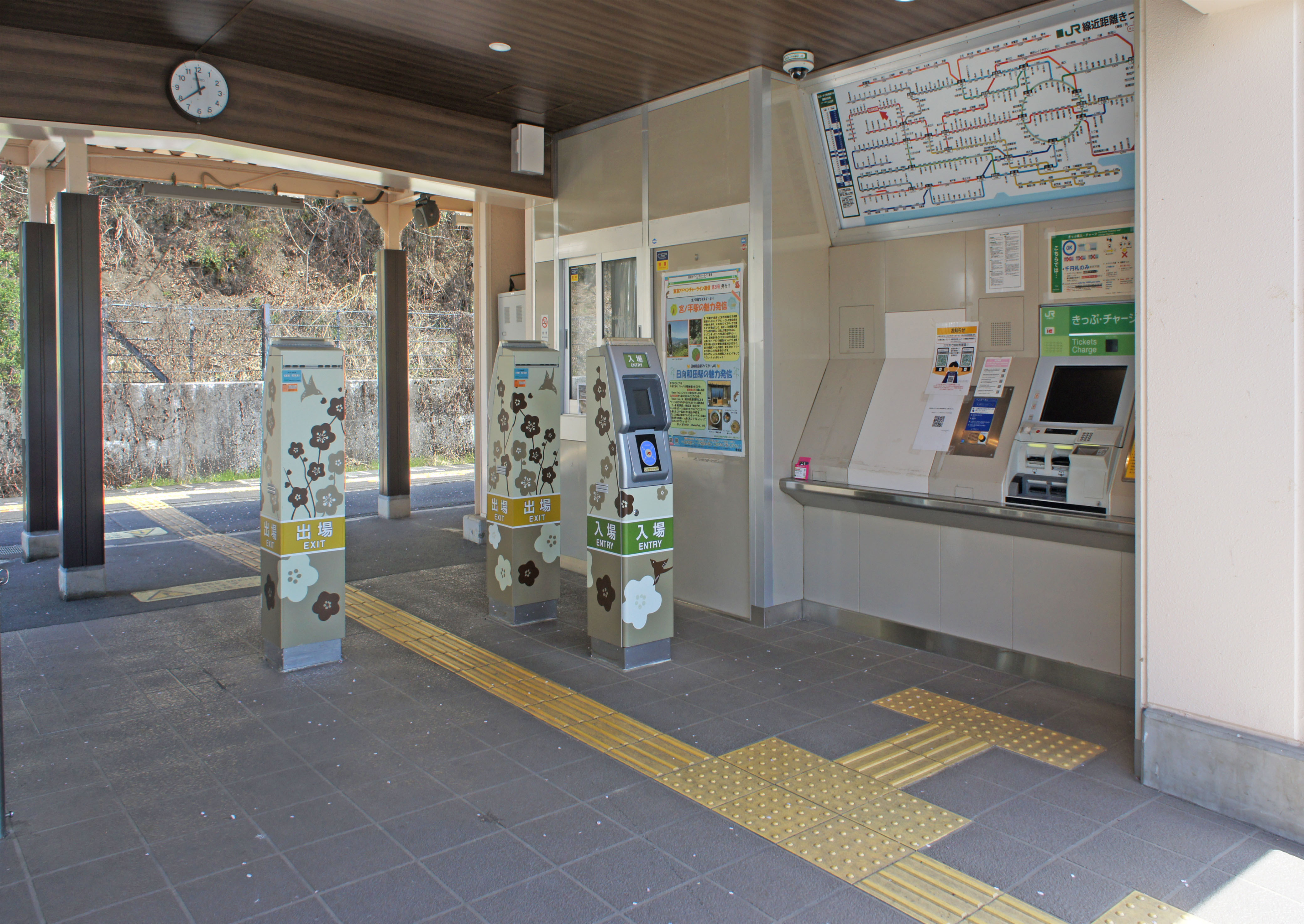
改札口（2022年4月）
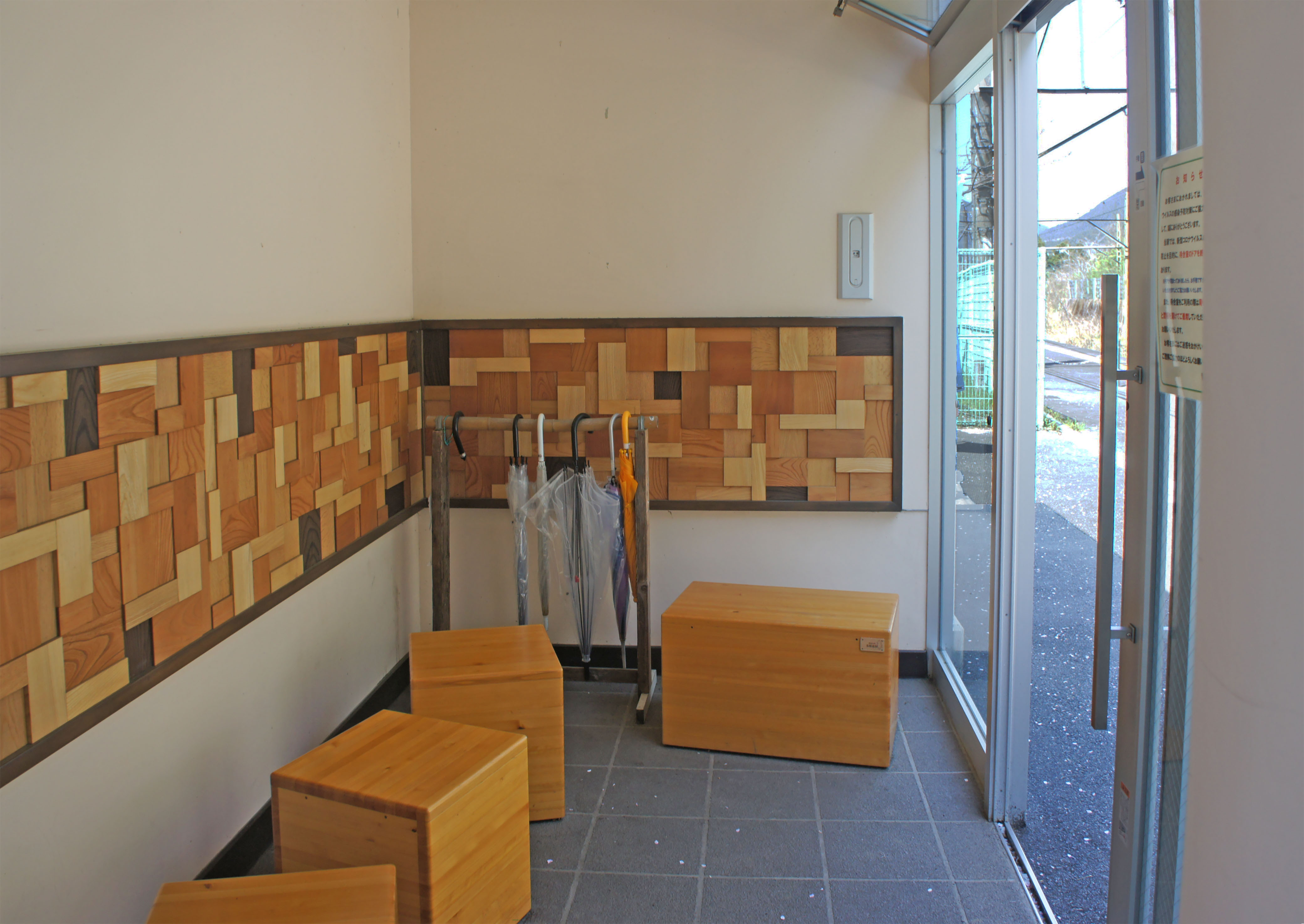
待合室（2022年4月）
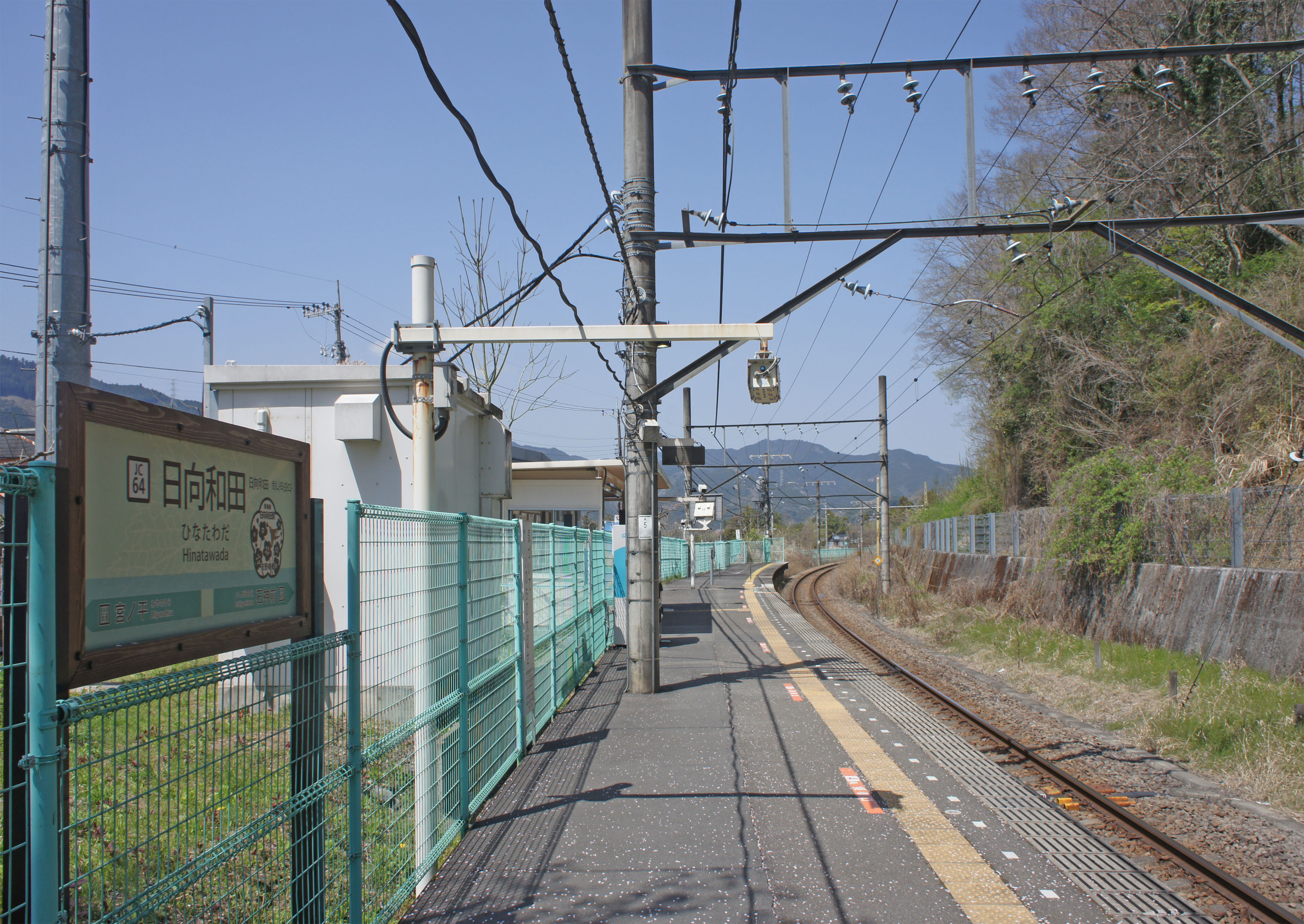
ホーム（2022年4月）

## 利用状況
2014年（平成26年）度の1日平均乗車人員は893人である。
近年の推移は下記の通り。
| 年度               | 1日平均 乗車人員 | 出典     |
| ------------------ | ---------------- | -------- |
| 1990年（平成02年） | 707              | [ * 1 ]  |
| 1991年（平成03年） | 822              | [ * 2 ]  |
| 1992年（平成04年） | 907              | [ * 3 ]  |
| 1993年（平成05年） | 932              | [ * 4 ]  |
| 1994年（平成06年） | 1,030            | [ * 5 ]  |
| 1995年（平成07年） | 1,057            | [ * 6 ]  |
| 1996年（平成08年） | 1,082            | [ * 7 ]  |
| 1997年（平成09年） | 1,047            | [ * 8 ]  |
| 1998年（平成10年） | 1,038            | [ * 9 ]  |
| 1999年（平成11年） | 1,041            | [ * 10 ] |
| 2000年（平成12年） | 1,003            | [ * 11 ] |
| 2001年（平成13年） | 1,003            | [ * 12 ] |
| 2002年（平成14年） | 960              | [ * 13 ] |
| 2003年（平成15年） | 964              | [ * 14 ] |
| 2004年（平成16年） | 937              | [ * 15 ] |
| 2005年（平成17年） | 959              | [ * 16 ] |
| 2006年（平成18年） | 972              | [ * 17 ] |
| 2007年（平成19年） | 975              | [ * 18 ] |
| 2008年（平成20年） | 983              | [ * 19 ] |
| 2009年（平成21年） | 978              | [ * 20 ] |
| 2010年（平成22年） | 930              | [ * 21 ] |
| 2011年（平成23年） | 940              | [ * 22 ] |
| 2012年（平成24年） | 981              | [ * 23 ] |
| 2013年（平成25年） | 1,015            | [ * 24 ] |
| 2014年（平成26年） | 893              | [ * 25 ] |

## 駅周辺

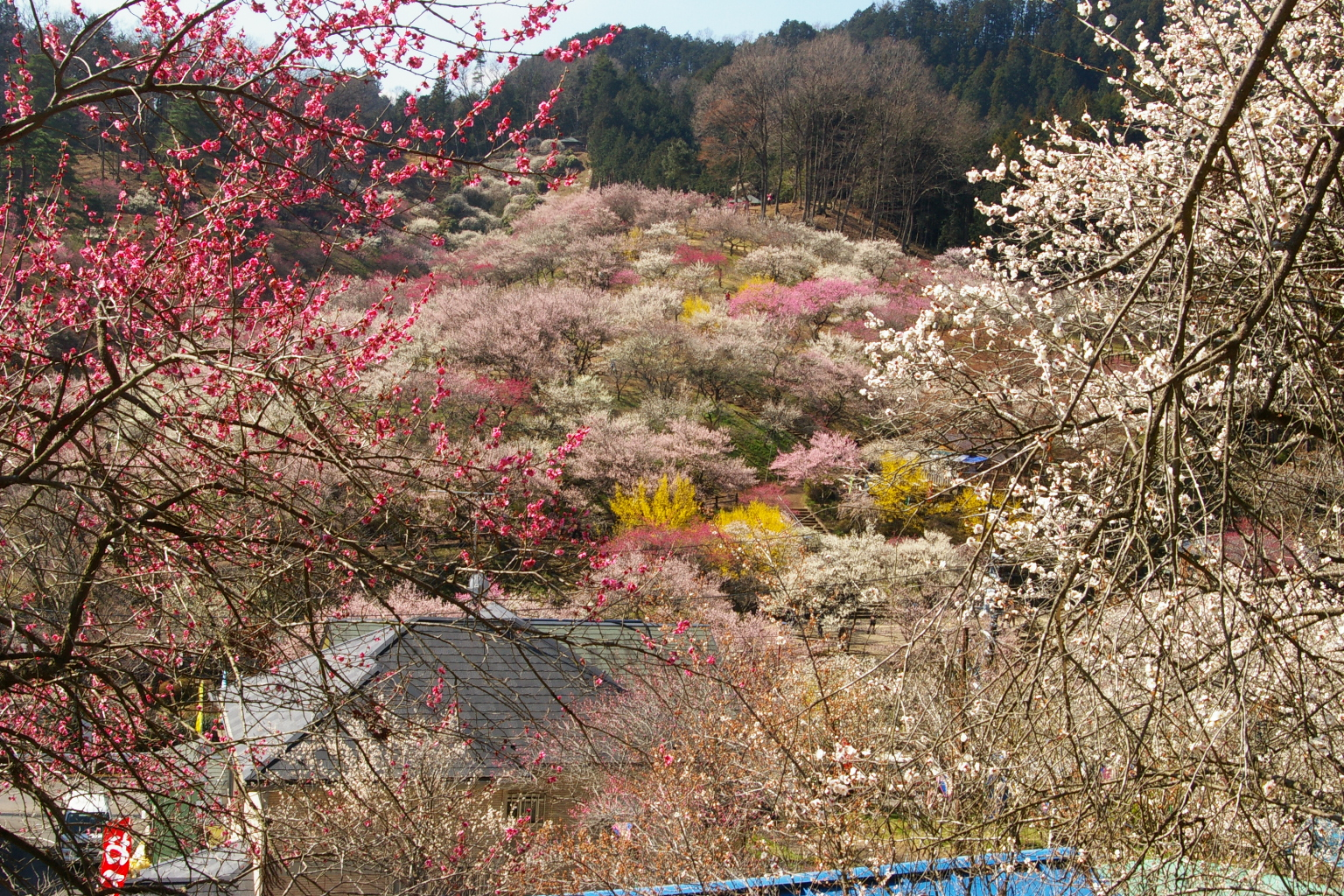
吉野梅郷の中心、青梅市梅の公園

対岸にある吉野梅郷は関東有数の梅の名所として知られる。
- 多摩川 - 神代橋
- 吉野梅郷
  - 青梅市梅の公園
- 青梅市梅郷市民センター
- 青梅市役所 梅郷出張所
- 青梅市立梅郷図書館
- 青梅市立第五小学校
- 和田乃神社
- 国道411号（青梅街道）
- JA西東京吉野支店
- へそまん（へそまんじゅう）総本舗
- カネク株式会社 - ワサビ等の加工食品を手がけている
- TAIRAYA吉野店
- ブリヂストン奥多摩園 - 以前は青梅鉄道楽々園だった。
- 西東京バス「日向和田駅」停留所

## 隣の駅
東日本旅客鉄道（JR東日本）
 青梅線（東京アドベンチャーライン）
■各駅停車
宮ノ平駅 (JC 63) - 日向和田駅 (JC 64) - 石神前駅 (JC 65)

### 記事本文
1. 1 2 3  『週刊 JR全駅・全車両基地』 46号 甲府駅・奥多摩駅・勝沼ぶどう郷駅ほか79駅、朝日新聞出版〈週刊朝日百科〉、2013年7月7日、23頁。
2. 1 2 3 4 5 6 7  曽根悟（監修） 著、朝日新聞出版分冊百科編集部 編『週刊 歴史でめぐる鉄道全路線 国鉄・JR』 38号 青梅線・鶴見線・南武線・五日市線、朝日新聞出版〈週刊朝日百科〉、2010年4月11日、10-11頁。
3. ↑  「軽便鉄道停車場位置変更並停車場設置」『官報』1914年4月11日（国立国会図書館デジタル化資料）
4. 1 2  石野哲 編『停車場変遷大事典 国鉄・JR編 II』（初版）JTB、1998年10月1日、195頁。ISBN 978-4-533-02980-6。
5. ↑  「通報 ●青梅線日向和田駅の駅員無配置について（旅客局）」『鉄道公報』日本国有鉄道総裁室文書課、1972年7月28日、4面。
6. ↑  「鉄道記録帳2002年2月」『RAIL FAN』第49巻第5号、鉄道友の会、2002年5月1日、24頁。
7. ↑  「JR年表」『JR気動車客車編成表 '02年版』ジェー・アール・アール、2002年7月1日、187頁。ISBN 4-88283-123-6。
8. 1 2  『青梅線 日向和田駅に新しい駅舎が誕生します!』（PDF）（プレスリリース）東日本旅客鉄道八王子支社、2010年1月22日。オリジナルの2016年4月27日時点におけるアーカイブ。2020年6月11日閲覧。
9. ↑  “平成28年第2回奥多摩町議会定例会 会議録” (PDF).   奥多摩町. 2018年1月22日時点のオリジナルよりアーカイブ。2020年3月31日閲覧。

### 利用状況
1. ↑  東京都統計年鑑 - 東京都
2. ↑  青梅市の統計 - 青梅市

JR東日本の2002年度以降の乗車人員
1. ↑  各駅の乗車人員（2002年度） - JR東日本
2. ↑  各駅の乗車人員（2003年度） - JR東日本
3. ↑  各駅の乗車人員（2004年度） - JR東日本
4. ↑  各駅の乗車人員（2005年度） - JR東日本
5. ↑  各駅の乗車人員（2006年度） - JR東日本
6. ↑  各駅の乗車人員（2007年度） - JR東日本
7. ↑  各駅の乗車人員（2008年度） - JR東日本
8. ↑  各駅の乗車人員（2009年度） - JR東日本
9. ↑  各駅の乗車人員（2010年度） - JR東日本
10. ↑  各駅の乗車人員（2011年度） - JR東日本
11. ↑  各駅の乗車人員（2012年度） - JR東日本
12. ↑  各駅の乗車人員（2013年度） - JR東日本
13. ↑  各駅の乗車人員（2014年度） - JR東日本

東京都統計年鑑
1. ↑  東京都統計年鑑（平成2年）
2. ↑  東京都統計年鑑（平成3年）
3. ↑  東京都統計年鑑（平成4年）
4. ↑  東京都統計年鑑（平成5年）
5. ↑  東京都統計年鑑（平成6年）
6. ↑  東京都統計年鑑（平成7年）
7. ↑  東京都統計年鑑（平成8年）
8. ↑  東京都統計年鑑（平成9年）
9. ↑  東京都統計年鑑（平成10年） (PDF)
10. ↑  東京都統計年鑑（平成11年） (PDF)
11. ↑  東京都統計年鑑（平成12年）
12. ↑  東京都統計年鑑（平成13年）
13. ↑  東京都統計年鑑（平成14年）
14. ↑  東京都統計年鑑（平成15年）
15. ↑  東京都統計年鑑（平成16年）
16. ↑  東京都統計年鑑（平成17年）
17. ↑  東京都統計年鑑（平成18年）
18. ↑  東京都統計年鑑（平成19年）
19. ↑  東京都統計年鑑（平成20年）
20. ↑  東京都統計年鑑（平成21年）
21. ↑  東京都統計年鑑（平成22年）
22. ↑  東京都統計年鑑（平成23年）
23. ↑  東京都統計年鑑（平成24年）
24. ↑  東京都統計年鑑（平成25年）
25. ↑  東京都統計年鑑（平成26年）